# Côtes-d'Armor gallèses
Les Côtes-d'Armor gallèses sont la partie orientale du département des Côtes-d'Armor, formant une partie de la Haute-Bretagne (ou Pays gallo) et traditionnellement de langue gallèse.

## Territoire
Les Côtes-d'Armor gallèses comprennent plusieurs entités territoriales :
- Pays de Saint-Brieuc
  - Saint-Brieuc Armor Agglomération
  - Lamballe Terre et Mer
- Pays de Dinan
  - Dinan Agglomération
- Pays de Loudéac
  - Loudéac Communauté − Bretagne Centre (sauf 5 communes situées en Basse-Bretagne)
- Pays de Saint-Malo
  - Communauté de communes Côte d'Émeraude (3 communes dans les Côtes-d'Armor / 9)
- Pays de Guingamp
  - Leff Armor Communauté (8 communes situées en Haute-Bretagne / 27)

## Démographie
Les Côtes-d'Armor gallèses comptent 380 511 habitants (2016), soit 63,5 % du département.

## Pratique de la langue gallèse
D'après l'Enquête sociolinguistique sur les Langues de Bretagne de TMO Régions pour la Région Bretagne de 2018, 14,2 % de la population des Côtes-d'Armor gallèses, âgée de 15 ans et plus, parlent le gallo, soit environ 44 250 locuteurs . 23,6 % de la population des Côtes-d'Armor gallèses comprennent le gallo.
Sur 100 personnes parlant le gallo dans les Côtes-d'Armor, 87,8 % sont dans les Côtes-d'Armor gallèses.
Le Pays de Loudéac est le pays où le pourcentage de locuteurs de gallo par rapport à la population est le plus élevé : 27,3 % de la population parlent le gallo, 39,2 % de la population comprennent le gallo.

## Pratique de la langue bretonne
2,5 % de la population des Côtes-d'Armor gallèses parlent le breton.
3,4 % de la population des Côtes-d'Armor gallèses comprennent le breton.